# Philip Bosco
Philip Michael Bosco (ur. 26 września 1930 w Jersey City, zm. 3 grudnia 2018 w Haworth, New Jersey) – amerykański aktor.

## Życie prywatne
Bosco urodził się w Jersey City. Był synem policjantki Margaret Raymond oraz Philipa Lupo Bosco. Jego ojciec był z pochodzenia Włochem, a matka Niemką. Bosco najpierw uczył się w St. Peter’s Preparatory School (jezuickiej szkole w Jersey City), a następnie studiował aktorstwo na Katolickim Uniwersytecie Ameryki.
Poślubił on swoją koleżankę ze studiów, Nancy Ann Dunkle 2 stycznia 1957 roku. Mieli siódemkę dzieci o imionach: Jenny, Diane, Philip, Chris, John, Lis i Celia oraz piętnaścioro wnucząt. Mieszkał w Haworth.

## Kariera
Karierę aktorską Bosco rozpoczął w Teatrze Broadway. Otrzymał nominację do nagrody Tony Award za rolę w The Rape of the Belt w 1960 i spędził następne trzy dekady grając role drugoplanowe w takich sztukach jak na przykład Cyrano de Bergerac, Król Lear, albo Wieczór Trzech Króli.
Występował również we wznowieniach dramatów George’a B. Shawa, jak na przykład z Człowiek i nadczłowiek, Święta Joanna, Profesja pani Warren, Major Barbara, Dom serc złamanych (razem z Rexem Harrisonem), oraz w Nigdy nic nie wiadomo. Za trzy ostatnie zdobył nominacje do nagrody Tony Award. Pojawił się ponadto razem z Shirley Knight w Roundabout Theatre Company występując we wznowieniu Come Back, Little Sheba.
Bosco pojawiał się często w serialu Prawo i porządek grając przeróżne role zaczynając od sędziego przez prawnika kończąc na czarnym charakterze. Na jego koncie filmów w których grał, są między innymi Hogan’s Goat, Pracująca dziewczyna, Dzieci gorszego boga (film), Walls of Glass, Straight Talk, Naiwniak, Cudowni chłopcy, The Money Pit, Trzech mężczyzn i dziecko, Kieszonkowe (film), Łatwy szmal, Angie, Zmowa pierwszych żon  oraz Rodzina Savage.
W 1988, Bosco wygrał Daytime Emmy award za pojawienie się w ABC Weekend Special Czytaj pomiędzy wierszami. Bosco był również regularnym gościem na antenie telewizji FX w serialu Układy.